# Gaillardia
Gaillardia là một chi thực vật có hoa trong họ Cúc (Asteraceae).

## Loài
Chi Gaillardia gồm các loài: